# بلاك سايت: آريا 51
بلاك سايت: آريا 51 (بالإنجليزية: BlackSite: Area 51)‏ ، هي لعبة إلكترونية من نوع التصويب من منظور الشخص الأول، أنتجت من قبل شركة ميدواي سنة 2007م.

## وصلات خارجية
- بلاك سايت: آريا 51  في موقع Games Faqs